# Cantone di Grasse-1
Il Cantone di Grasse-1 è una divisione amministrativa dell'arrondissement di Grasse.
È stato costituito a seguito della riforma approvata con decreto del 24 febbraio 2014, che ha avuto attuazione dopo le elezioni dipartimentali del 2015.

## Composizione
Comprende parte della città di Grasse e 18 comuni:
- Amirat
- Andon
- Briançonnet
- Cabris
- Caille
- Collongues
- Escragnolles
- Gars
- Le Mas
- Les Mujouls
- Peymeinade
- Saint-Auban
- Saint-Cézaire-sur-Siagne
- Saint-Vallier-de-Thiey
- Séranon
- Spéracèdes
- Le Tignet
- Valderoure